# Ochna mossambicensis
Ochna mossambicensis är en tvåhjärtbladig växtart som beskrevs av Johann Friedrich Klotzsch. Ochna mossambicensis ingår i släktet Ochna och familjen Ochnaceae. Inga underarter finns listade i Catalogue of Life.

## Bildgalleri

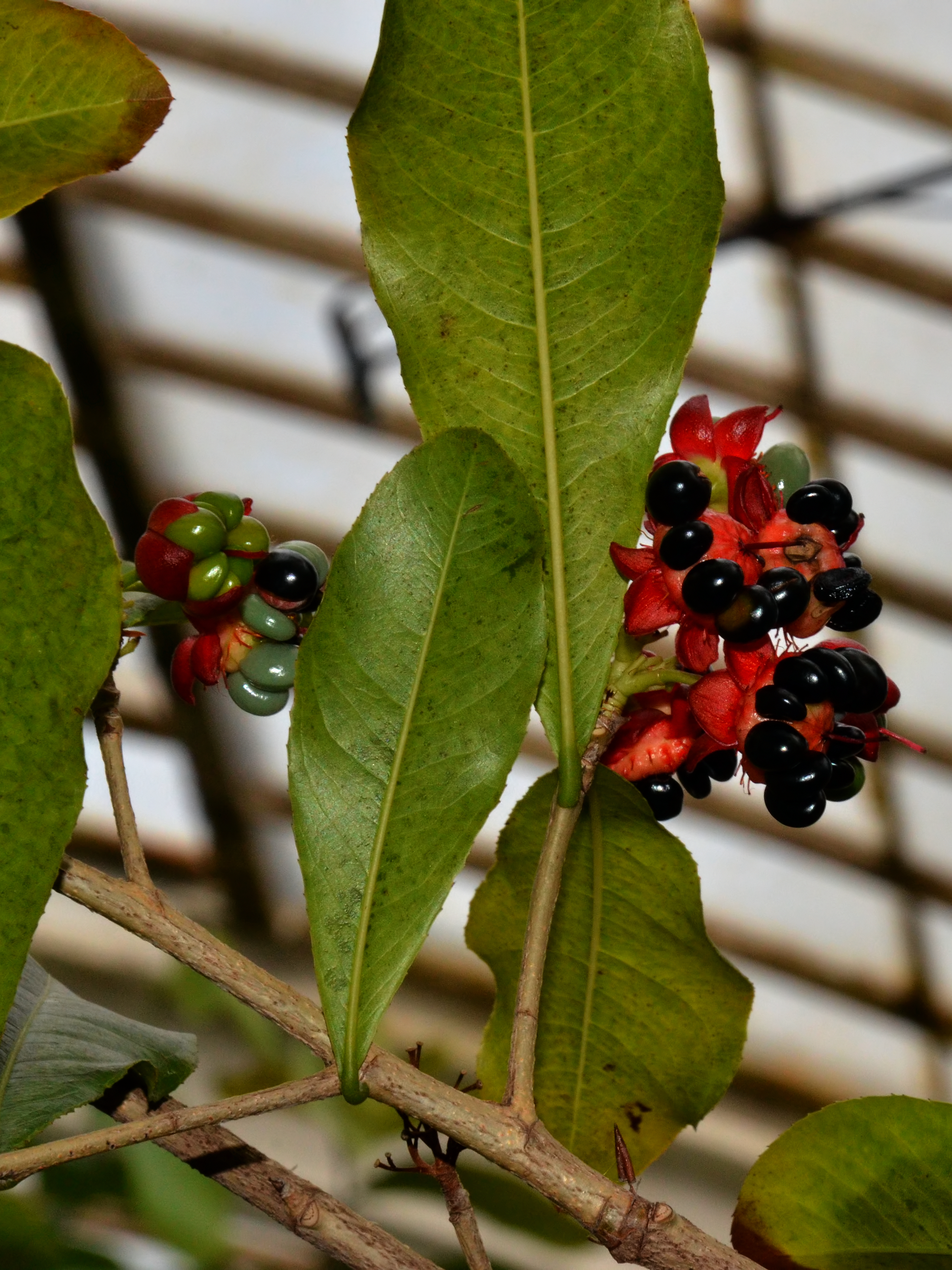
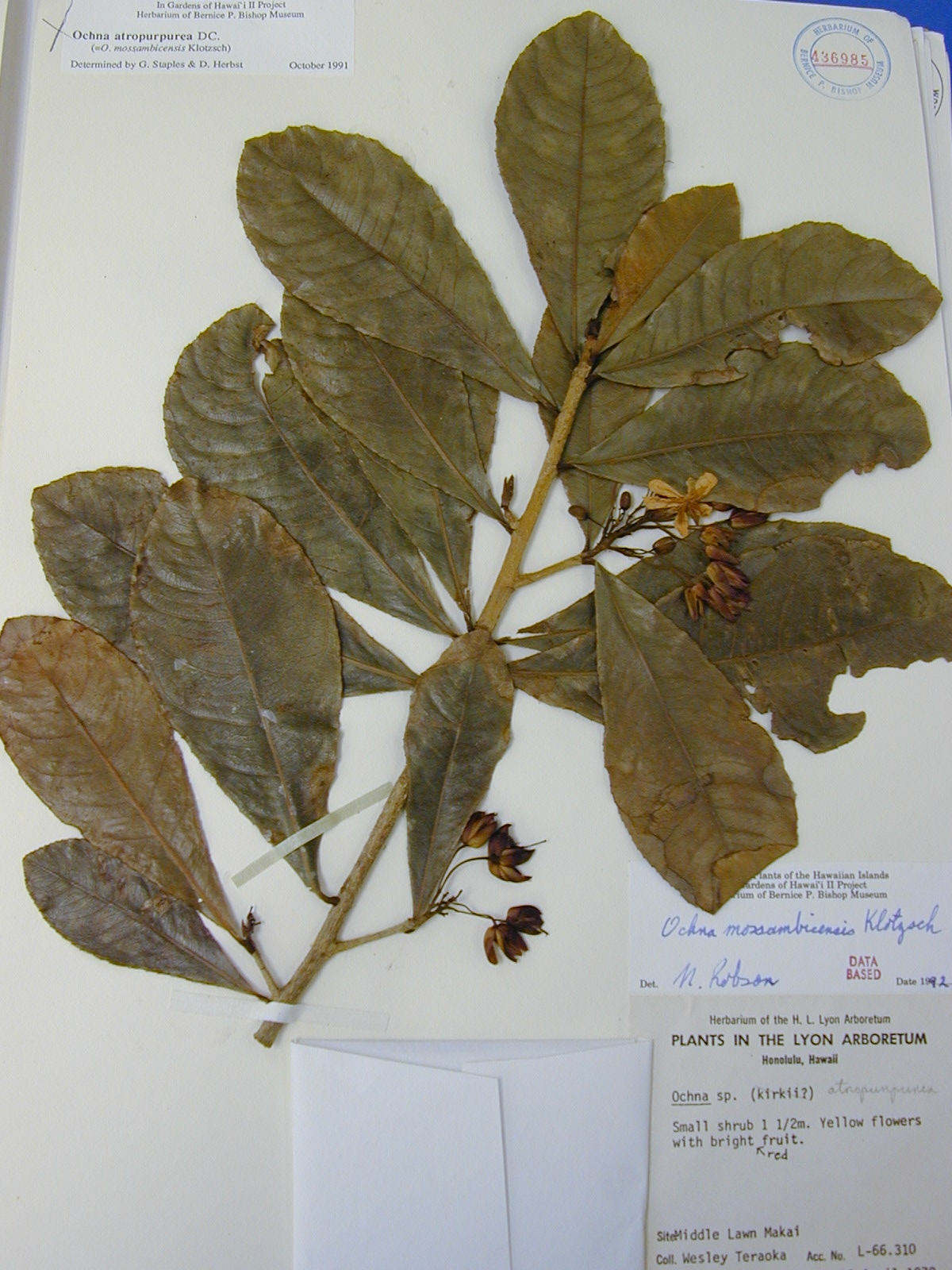
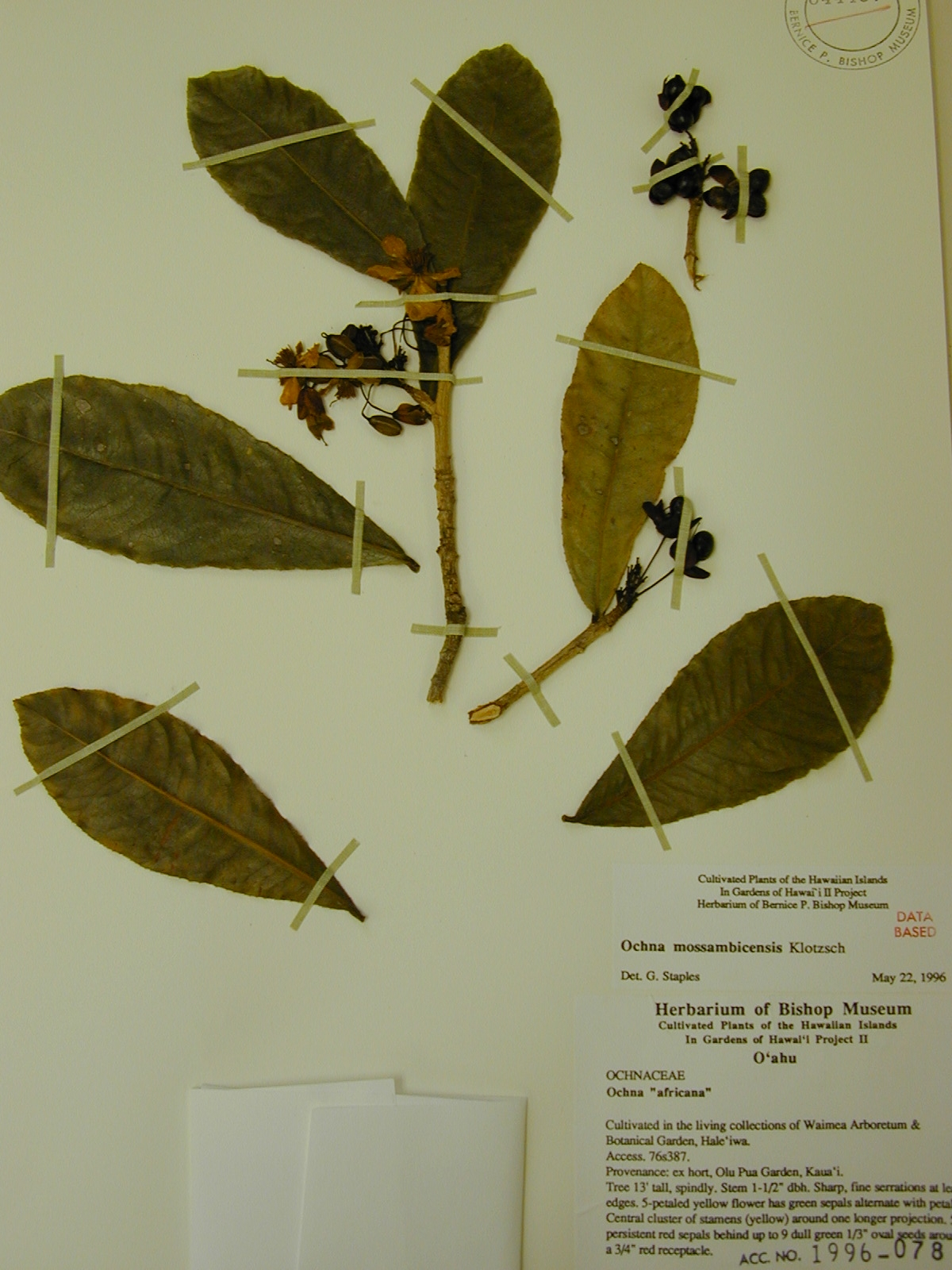